# Mätikköoja
De Mätikköoja is een beek, die stroomt in de Zweedse  gemeente Kiruna. De beek ontstaat als afwateringsbeek van een moerasgebied met enkele meren. Ze stroomt westwaarts door onbewoond gebied en stroomt na ongeveer 5 kilometer de Junorivier in.